# Венсан Компані
Венсан Компані (фр. Vincent Kompany, нар. 10 квітня 1986, Уккел, Бельгія) — бельгійський футболіст конголезького походження, захисник. Нині —  футбольний тренер. Головний тренер клубу «Баварія» Мюнхен.

## Клубна кар'єра

### «Андерлехт»
Народився 10 квітня 1986 року в місті Уккел. Вихованець футбольної школи клубу «Андерлехт». Дорослу футбольну кар'єру розпочав 2003 року в основній команді того ж клубу, в якій провів три сезони, взявши участь у 73 матчах чемпіонату. Більшість часу, проведеного у складі «Андерлехта», був основним гравцем захисту команди. За цей час двічі виборював титул чемпіона Бельгії.

### «Гамбург»
Своєю грою за цю команду привернув увагу представників тренерського штабу «Гамбурга», до складу якого приєднався 20 червня 2006 року. Відіграв за гамбурзький клуб наступні два сезони своєї ігрової кар'єри. За цей час додав до переліку своїх трофеїв титул переможця Кубка Інтертото.

### «Манчестер Сіті»
До складу клубу «Манчестер Сіті» приєднався 22 серпня 2008 року. Відразу ставши основним захисником у складі англійської команди, протягом наступного десятиріччя був однією з основних опцій при формуванні захисної лінії тренерами «Мансіті». Проте від самого початку кар'єри в Англії гравця почали переслідувати травми. Наприкінці 2016 року було підраховано, що на той час Компані зазнав 37 травм різного ступеня важкості з моменту переходу до «Манчестер Сіті» і пропустив понад два роки з восьми, проведених на той час у цій команді, відновлюючись від них. Надалі ситуація з травмами ставала дедалі складнішою — їх кількість не зменшувалася, а терміни відновлення після них збільшувалися. Утім номінально Компані залишався основним захисником команди й включався до її стартового складу відразу ж як клубні лікарі оголошували його готовим грати.
В сезоні 2017/18 взяв участь лише у 17 матчах Прем'єр-ліги, здобувши свій третій титул чемпіона Англії.

### Повернення до «Андерлехта»
У липні 2019 Компані повернувся до рідного «Андерлехта», де став граючим тренером клубу.

## Виступи за збірну
18 лютого 2004 року в 17-річному віці дебютував в офіційних матчах у складі національної збірної Бельгії в товариській грі проти збірної Франції (0-2), ставши одним з наймолодших гравців збірної в історії.
У складі олімпійської збірної був учасником футбольного турніру на Олімпійських іграх 2008 року у Пекіні, на якому команда зайняла четверте місце, але Компані провів лише першу гру, під час якої отримав червону картку, після чого повернувся зі збірної на вимогу його тодішнього клубу, «Гамбурга».
Від самого початку виступів за збірну став основним її захисником, проте нерідко був змушений пропускати ігри національної команди через травми. 2011 року 25-річний на той час гравець був обраний капітаном бельгійської збірної. Виводив її на поле з капітанською пов'язкою на матчі чемпіонату світу 2014 року, першої для бельгійців світової першості за 12 років. На тому турнірі бельгійці дійшли до стадії чвертьфіналів, на якій мінімально поступилися майбутнім фіналістам турніру аргентинцям.
Євро-2016 був змушений пропустити через травму. Був включений до заявки національної команди на чемпіонату світу 2018 року, проте учергове травмувався і турнір збірна розпочала без нього у складі.
| Дата       | Місто           | Господарі            | Результат  | Гості                | Турнір                               | Голи | Примітки      |
| ---------- | --------------- | -------------------- | ---------- | -------------------- | ------------------------------------ | ---- | ------------- |
| 18-2-2004  | Брюссель        | Бельгія              | 0 – 2      | Франція              | товариський матч                     | -    |               |
| 31-3-2004  | Кельн           | Німеччина            | 3 – 0      | Бельгія              | товариський матч                     | -    |               |
| 28-4-2004  | Брюссель        | Бельгія              | 2 – 3      | Туреччина            | товариський матч                     | -    |               |
| 31-5-2004  | Брюссель        | Нідерланди           | 0 – 1      | Бельгія              | товариський матч                     | -    |               |
| 18-8-2004  | Осло            | Норвегія             | 2 – 2      | Бельгія              | товариський матч                     | -    | 66'           |
| 4-9-2004   | Шарлеруа        | Бельгія              | 1 – 1      | Литва                | Відбір до ЧС 2006                    | -    | 46'           |
| 9-10-2004  | Сантандер       | Іспанія              | 2 – 0      | Бельгія              | Відбір до ЧС 2006                    | -    | 11'           |
| 17-11-2004 | Брюссель        | Бельгія              | 0 – 2      | Сербія та Чорногорія | Відбір до ЧС 2006                    | -    |               |
| 10-2-2005  | Каїр            | Єгипет               | 4 – 0      | Бельгія              | товариський матч                     | -    | 59'           |
| 26-3-2005  | Брюссель        | Бельгія              | 4 – 1      | Боснія і Герцеговина | Відбір до ЧС 2006                    | -    |               |
| 30-3-2005  | Серравалле      | Сан-Марино           | 1 – 2      | Бельгія              | Відбір до ЧС 2006                    | -    | 73'           |
| 17-8-2005  | Брюссель        | Бельгія              | 2 – 0      | Греція               | товариський матч                     | -    |               |
| 3-9-2005   | Зениця          | Боснія і Герцеговина | 1 – 0      | Бельгія              | Відбір до ЧС 2006                    | -    | 61'           |
| 7-9-2005   | Антверпен       | Бельгія              | 8 – 0      | Сан-Марино           | Відбір до ЧС 2006                    | -    | 12'           |
| 16-8-2006  | Брюссель        | Бельгія              | 0 – 0      | Казахстан            | Відбір до ЧЄ 2008                    | -    | 38'           |
| 7-10-2006  | Белград         | Сербія               | 1 – 0      | Бельгія              | Відбір до ЧЄ 2008                    | -    | 81'           |
| 22-8-2007  | Брюссель        | Бельгія              | 3 – 2      | Сербія               | Відбір до ЧЄ 2008                    | -    |               |
| 12-9-2007  | Алмати          | Казахстан            | 2 – 2      | Бельгія              | Відбір до ЧЄ 2008                    | -    |               |
| 13-10-2007 | Брюссель        | Бельгія              | 0 – 0      | Фінляндія            | Відбір до ЧЄ 2008                    | -    |               |
| 17-10-2007 | Брюссель        | Бельгія              | 3 – 0      | Вірменія             | Відбір до ЧЄ 2008                    | -    | 60'           |
| 17-11-2007 | Катовиці        | Польща               | 2 – 0      | Бельгія              | Відбір до ЧЄ 2008                    | -    |               |
| 26-3-2008  | Брюссель        | Бельгія              | 1 – 4      | Марокко              | товариський матч                     | -    | 85'           |
| 30-5-2008  | Флоренція       | Італія               | 3 – 1      | Бельгія              | товариський матч                     | -    |               |
| 6-9-2008   | Льєж            | Бельгія              | 3 – 2      | Естонія              | Відбір до ЧС 2010                    | -    |               |
| 10-9-2008  | Стамбул         | Туреччина            | 1 – 1      | Бельгія              | Відбір до ЧС 2010                    | -    |               |
| 11-10-2008 | Брюссель        | Бельгія              | 2 – 0      | Вірменія             | Відбір до ЧС 2010                    | -    |               |
| 15-10-2008 | Брюссель        | Бельгія              | 1 – 2      | Іспанія              | Відбір до ЧС 2010                    | -    |               |
| 1-4-2009   | Зениця          | Боснія і Герцеговина | 2 – 1      | Бельгія              | Відбір до ЧС 2010                    | -    |               |
| 14-11-2009 | Гент            | Бельгія              | 3 – 0      | Угорщина             | товариський матч                     | -    |               |
| 3-3-2010   | Брюссель        | Бельгія              | 0 – 1      | Хорватія             | товариський матч                     | -    | 70'           |
| 19-5-2010  | Брюссель        | Бельгія              | 2 – 1      | Болгарія             | товариський матч                     | 1    | кап.          |
| 11-8-2010  | Турку           | Фінляндія            | 1 – 0      | Бельгія              | товариський матч                     | -    |               |
| 3-9-2010   | Брюссель        | Бельгія              | 0 – 1      | Німеччина            | Відбір до ЧЄ 2012                    | -    | 12'           |
| 7-9-2010   | Стамбул         | Туреччина            | 3 – 2      | Бельгія              | Відбір до ЧЄ 2012                    | -    | 40', 64'      |
| 12-10-2010 | Брюссель        | Бельгія              | 4 – 4      | Австрія              | Відбір до ЧЄ 2012                    | -    | кап.          |
| 17-11-2010 | Воронеж         | Росія                | 0 – 2      | Бельгія              | товариський матч                     | -    |               |
| 9-2-2011   | Гент            | Бельгія              | 1 – 1      | Фінляндія            | товариський матч                     | -    |               |
| 25-3-2011  | Відень          | Австрія              | 0 – 2      | Бельгія              | Відбір до ЧЄ 2012                    | -    | 41'           |
| 3-6-2011   | Брюссель        | Бельгія              | 1 – 1      | Туреччина            | Відбір до ЧЄ 2012                    | -    | кап.          |
| 10-8-2011  | Целє (місто)    | Словенія             | 0 – 0      | Бельгія              | товариський матч                     | -    | кап. 64'      |
| 2-9-2011   | Баку            | Азербайджан          | 1 – 1      | Бельгія              | Відбір до ЧЄ 2012                    | -    | кап. 31'      |
| 6-9-2011   | Брюссель        | Бельгія              | 1 – 0      | США                  | товариський матч                     | -    | кап.          |
| 7-10-2011  | Брюссель        | Бельгія              | 4 – 1      | Казахстан            | Відбір до ЧЄ 2012                    | 1    | кап.          |
| 11-10-2011 | Дюссельдорф     | Німеччина            | 3 – 1      | Бельгія              | Відбір до ЧЄ 2012                    | -    | кап.          |
| 11-11-2011 | Льєж            | Бельгія              | 2 – 1      | Румунія              | товариський матч                     | -    | кап.          |
| 15-11-2011 | Сен-Дені        | Франція              | 0 – 0      | Бельгія              | товариський матч                     | -    | кап. 76'      |
| 29-2-2012  | Іракліон        | Греція               | 1 – 1      | Бельгія              | товариський матч                     | -    | кап. 77'      |
| 7-9-2012   | Кардіфф         | Уельс                | 0 – 2      | Бельгія              | Відбір до ЧС 2014                    | 1    | кап.          |
| 11-9-2012  | Брюссель        | Бельгія              | 1 – 1      | Хорватія             | Відбір до ЧС 2014                    | -    | кап.          |
| 12-10-2012 | Белград         | Сербія               | 0 – 3      | Бельгія              | Відбір до ЧС 2014                    | -    | кап.          |
| 16-10-2012 | Брюссель        | Бельгія              | 2 – 0      | Шотландія            | Відбір до ЧС 2014                    | 1    | кап.          |
| 14-11-2012 | Бухарест        | Румунія              | 2 – 1      | Бельгія              | товариський матч                     | -    | кап.          |
| 26-3-2013  | Брюссель        | Бельгія              | 1 – 0      | Північна Македонія   | Відбір до ЧС 2014                    | -    | кап.          |
| 29-5-2013  | Клівленд        | США                  | 2 – 4      | Бельгія              | товариський матч                     | -    | кап. 72'      |
| 7-6-2013   | Брюссель        | Бельгія              | 2 – 1      | Сербія               | Відбір до ЧС 2014                    | -    | кап.          |
| 14-8-2013  | Брюссель        | Бельгія              | 0 – 0      | Франція              | товариський матч                     | -    | кап.          |
| 5-3-2014   | Брюссель        | Бельгія              | 2 – 2      | Кот-д'Івуар          | товариський матч                     | -    | кап.          |
| 26-5-2014  | Генк            | Бельгія              | 5 – 1      | Люксембург           | товариський матч                     | -    | кап. 46'      |
| 1-6-2014   | Стокгольм       | Швеція               | 0 – 2      | Бельгія              | товариський матч                     | -    | кап.          |
| 7-6-2014   | Брюссель        | Бельгія              | 1 – 0      | Туніс                | товариський матч                     | -    | кап.          |
| 17-6-2014  | Белу-Оризонті   | Бельгія              | 2 – 1      | Алжир                | ЧС 2014 - 1-й етап                   | -    | кап.          |
| 22-6-2014  | Ріо-де-Жанейро  | Бельгія              | 1 – 0      | Росія                | ЧС 2014 - 1-й етап                   | -    | кап.          |
| 1-7-2014   | Сальвадор       | Бельгія              | 2 – 1 д.ч. | США                  | ЧС 2014 - 1/8 фіналу                 | -    | кап. 42'      |
| 5-7-2014   | Бразиліа        | Аргентина            | 1 – 0      | Бельгія              | ЧС 2014 - чвертьфінал                | -    | кап.          |
| 4-9-2014   | Льєж            | Бельгія              | 2 – 0      | Австралія            | товариський матч                     | -    | кап.          |
| 10-10-2014 | Брюссель        | Бельгія              | 6 – 0      | Андорра              | Відбір до ЧЄ 2016                    | -    | кап. 56'      |
| 13-10-2014 | Зениця          | Боснія і Герцеговина | 1 – 1      | Бельгія              | Відбір до ЧЄ 2016                    | -    | кап. 88'      |
| 28-3-2015  | Брюссель        | Бельгія              | 5 – 0      | Кіпр                 | Відбір до ЧЄ 2016                    | -    | кап.          |
| 31-3-2015  | Єрусалим        | Ізраїль              | 0 – 1      | Бельгія              | Відбір до ЧЄ 2016                    | -    | кап. 11', 64' |
| 3-9-2015   | Брюссель        | Бельгія              | 3 – 1      | Боснія і Герцеговина | Відбір до ЧЄ 2016                    | -    | кап.          |
| 6-9-2015   | Нікосія         | Кіпр                 | 0 – 1      | Бельгія              | Відбір до ЧЄ 2016                    | -    | кап. 90+2'    |
| 13-10-2015 | Брюссель        | Бельгія              | 3 – 1      | Ізраїль              | Відбір до ЧЄ 2016                    | -    | кап. 58'      |
| 5-6-2017   | Брюссель        | Бельгія              | 2 – 1      | Чехія                | товариський матч                     | -    | кап. 46'      |
| 9-6-2017   | Таллінн         | Естонія              | 0 – 2      | Бельгія              | Відбір до ЧС 2018                    | -    | кап.          |
| 31-8-2017  | Льєж            | Бельгія              | 9 – 0      | Гібралтар            | Відбір до ЧС 2018                    | -    |               |
| 27-3-2018  | Брюссель        | Бельгія              | 4 – 0      | Саудівська Аравія    | товариський матч                     | -    | 46'           |
| 2-6-2018   | Брюссель        | Бельгія              | 0 – 0      | Португалія           | товариський матч                     | -    | 55'           |
| 28-6-2018  | Калінінград     | Англія               | 0 – 1      | Бельгія              | ЧС 2018 - 1-й етап                   | -    | 74'           |
| 2-7-2018   | Ростов-на-Дону  | Бельгія              | 3 – 2      | Японія               | ЧС 2018 - 1/8 фіналу                 | -    |               |
| 6-7-2018   | Казань          | Бразилія             | 1 – 2      | Бельгія              | ЧС 2018 - чвертьфінал                | -    |               |
| 10-7-2018  | Санкт-Петербург | Франція              | 1 – 0      | Бельгія              | ЧС 2018 - півфінал                   | -    |               |
| 14-7-2018  | Санкт-Петербург | Бельгія              | 2 – 0      | Англія               | ЧС 2018 - матч за 3-тє місце         | -    |               |
| 7-9-2018   | Глазго          | Шотландія            | 0 – 4      | Бельгія              | товариський матч                     | -    | 46'           |
| 11-9-2018  | Рейк'явік       | Ісландія             | 0 – 3      | Бельгія              | Ліга націй УЄФА 2018-2019 - 1-й етап | -    |               |
| 12-10-2018 | Брюссель        | Бельгія              | 2 – 1      | Швейцарія            | Ліга націй УЄФА 2018-2019 - 1-й етап | -    |               |
| 15-11-2018 | Брюссель        | Бельгія              | 2 – 0      | Ісландія             | Ліга націй УЄФА 2018-2019 - 1-й етап | -    | 52' - 84'     |
| 18-11-2018 | Люцерн          | Швейцарія            | 5 – 2      | Бельгія              | Ліга націй УЄФА 2018-2019 - 1-й етап | -    |               |
| 8-6-2019   | Брюссель        | Бельгія              | 3 – 0      | Казахстан            | Відбір до ЧЄ 2020                    | -    | 78'           |
| 11-6-2019  | Брюссель        | Бельгія              | 3 – 0      | Шотландія            | Відбір до ЧЄ 2020                    | -    | 90'           |
| Усього     |                 | Матчів (7 місце)     | 89         |                      | Голів                                | 4    |               |

## Досягнення

### Гравець

#### Командні
- Чемпіон Бельгії:

«Андерлехт»: 2003-04, 2005-06
- Чемпіон Англії:

«Манчестер Сіті»: 2011-12, 2013-14, 2017-18, 2018-19
- Володар кубка Англії:

«Манчестер Сіті»: 2010-11, 2018-19
- Володар Кубка Ліги:

«Манчестер Сіті»: 2013-14, 2015-16, 2017-18, 2018-19
- Володар Суперкубка Англії:

«Манчестер Сіті»: 2012, 2018
- Переможець Кубка Інтертото:

«Гамбург»: 2007
- Бронзовий призер чемпіонату світу: 2018

#### Особисті
- Футболіст року в Бельгії: 2004

### Тренер
- Чемпіон Німеччини:

«Баварія»: 2024-25
- Володар Суперкубка Німеччини:

«Баварія»: 2025